# Skarb narodów
Skarb narodów (ang. National Treasure) – amerykański film przygodowy z 2004 roku w reżyserii Jona Turteltauba. Producentem filmu był Jerry Bruckheimer.
W 2007 premierę miała kontynuacja filmu pt. Skarb narodów: Księga tajemnic.

## Fabuła
Film o poszukiwaniu skarbu templariuszy przez Bena Gatesa. Mapa pokazująca drogę do skarbu jest ukryta na odwrocie deklaracji niepodległości Stanów Zjednoczonych. Jednak Ben Gates musi w drodze do skarbu zmierzyć się z Ianem Howe'em, bezwzględnym gangsterem. Pod koniec okazuje się, iż skarb jest ukryty pod kościołem św. Trójcy w Nowym Jorku.

## Obsada
- Nicolas Cage – Ben Gates
- Diane Kruger – Abigail Chase
- Justin Bartha – Riley Poole
- Sean Bean – Ian Howe
- Jon Voight – Patrick Gates
- Harvey Keitel – agent Sadusky
- Christopher Plummer – John Adams Gates
- Nick Benson – chłopak
- David Dayan Fisher – Shaw
- Ron Canada – strażnik Woodruff
- Erik King – agent Colfax
- Deborah Yates – Rebecca
- Oleg Taktarov – Shippen
- Joshua Biton – Mike
- Sharon Wilkins – Butcher Lady